# Henry Austin Dobson

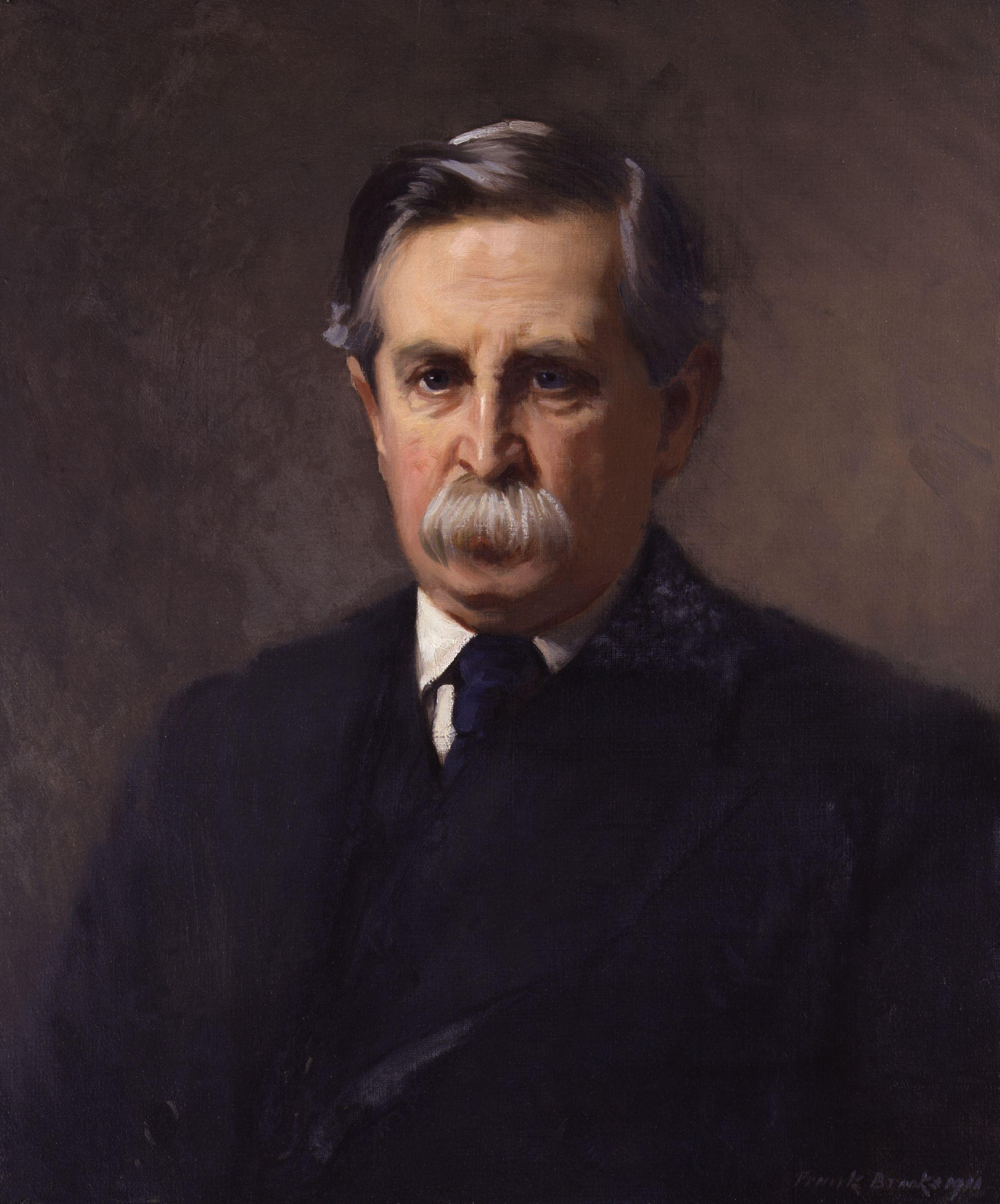
Henry Austin Dobson (1911)

Henry Austin Dobson, född den 18 januari 1840 i Plymouth, död den 2 september 1921 i Ealing, var en engelsk författare.
Dobson var tjänsteman i handelsministeriet 1856–1901, då han tog avsked. Han författade ett stort antal dikter, till en del skrivna på sällsyntare romanska versmått, till en del i mindre konstmässig form, utmärkta för teknisk fulländning, känslighet och humor. De föreligger i Collected poems (1897; 6:e upplagan 1905). 
Därjämte skrev Dobson flera större biografiska arbeten, såsom över Hogarth (1879; senaste upplagan 1902), Fielding (1883; ny upplaga 1900), Richardson (1902), Fanny Burney (1903), de tre sistnämnda i serien English Men of Letters, Steele (1886),  Goldsmith (1888) och Horace Walpole (1890).